# Big Sean
Sean Michael Leonard Anderson (født 25. marts 1988 i Santa Monica i Californien), er en amerikansk rapper, bedre kendt som Big Sean.